# 恐怖のお持ち帰り
『劇場版 恐怖のお持ち帰り〜ホラー映画監督の心霊実話怪談〜』（げきじょうばんきょうふのおもちかえり ホラーえいがかんとくのしんれいじつわかいだん）は、2016年公開の日本の全3話で構成されるホラー映画。

## 概要
多部未華子主演の映画「こわい童謡」の監督や、堀北真希・水川あさみ主演の「渋谷怪談」シリーズの原作など、数々のホラー作品を手がけた異端のクリエイター、福谷修が撮影現場で見聞きし、アマゾンの＜霊界・恐怖体験部門＞でベストセラー一位に輝いた“最凶の実話怪談”を自らの手で映画化！
主演に「ミュージカル テニスの王子様」「特命戦隊ゴーバスターズ」の馬場良馬、映画「暗殺教室 〜卒業編〜」の松永有紗（アイドルグループ、リンクSTAR`s）、オーディションで抜擢された河原美結。
共演で、2013年日テレジェニックの末永みゆ、「心霊玉手匣」の新平真里亜、東京サムライガンズの志賀守、舩原孝路ら、豪華でバラエティに富んだ顔ぶれが実現した。
他にも、「心霊写真部 劇場版」などの特殊メイクアップアーティスト、千葉美生、CG、VFX、ビジュアルデザインで、ドラマ「MOZU」、NHK「みんなのうた」などで知られるアニメーション作家、坂本サクら、気鋭クリエイターが参加。
クラウドファンディング Makuakeで一般から支援を募ったことでも話題となった。

## ストーリー
第1話「お持ち帰り」
新進の映画監督は若手女優をマンションに招き入れる。しかし、そこで奇妙な現象が続発。やがて恐怖の真相と共に、彼の正体が明かされる……。
第2話「墓荒らしアイドル」
報道部から左遷され、バラエティ担当になったプロデューサーの初仕事は、墓地での二人組アイドルの肝試し企画だった。ありがちな内容にうんざりしていた彼だが、やがてアイドルの一人が墓地で奇妙な現象を目撃したことから、報道マンの闘志に火が付き、墓地の恐ろしい秘密を暴き出そうとする……。
第3話「神隠し」
アイドル・グループのメンバー、アリサには霊感があったが、本人は心霊現象に興味がなかった。ある時、アイドル誌のグラビア特写で、メンバーと共に郊外の貸別荘を訪れた彼女は、得体の知れない不穏な気配を感じる。その場所は過去に曰く付きの一家失踪事件があった。このグラビア撮影自体、オカルト雑誌による別の目的が隠されていた。アリサは、消えた家族の行方を探りながら、家に秘められた驚愕の真相に触れていく……。

## キャスト
第一話「お持ち帰り」
- 馬場良馬（「ミュージカル テニスの王子様」「特命戦隊ゴーバスターズ」）
- 末永みゆ（日テレジェニック2013）

第二話「墓荒らしアイドル」
- 河原美結
- 新平真里亜（「心霊玉手匣」）
- 志賀守（東京サムライガンズ）
- 舩原孝路（東京サムライガンズ）

第三話「神隠し」
- 松永有紗（映画「暗殺教室」「暗殺教室 〜卒業編〜」）
- 安達優菜
- 矢島八雲
- リンクSTAR`s（彩川ひなの 大友波瑠 羽田愛菜 一瀬菜々海 伊藤優愛 上村まり）

## スタッフ
- 監督、原案：福谷修
- プロデューサー：福谷修
- 脚本：福谷修
- 音楽：LITO
- 美術：千葉美生、坂本サク

## 関連商品
- 原作「恐怖のお持ち帰り 〜ホラー映画監督の心霊現場蒐集譚」（TO文庫）
- 『劇場版 恐怖のお持ち帰り 〜ホラー映画監督の心霊実話怪談〜』DVD（2016年8月26日）